# Augsburg-Pfersee-Süd
Pfersee-Süd ist die Bezeichnung für den 16. von insgesamt 42 statistischen Stadtbezirken in Augsburg, der zusammen mit Pfersee-Nord und dem Rosenau- und Thelottviertel dem übergeordneten Planungsraum Pfersee zugeordnet ist. Am 31. Dezember 2013 lebten rund 12.400 Einwohner auf einer Fläche von etwa 2,092 km². Pfersee-Süd ist damit einer der bevölkerungsreichsten Stadtbezirke Augsburgs.

## Geographie
Der Stadtbezirk wird – im Westen beginnend und dann dem Uhrzeigersinn folgend – von der westlichen Stadtgrenze, dem Mittleren Weg, der Fröbelstraße, der Augsburger Straße, dem Ufer der Wertach und der Uhlandwiese begrenzt. Er grenzt dabei im Norden, Osten und Süden an die benachbarten Stadtbezirke Pfersee-Nord, Rosenau- und Thelottviertel und Göggingen-Nordwest sowie im Westen an die Vororte Stadtbergen und Leitershofen.

## Demographie
Pfersee-Süd ist einer der bevölkerungsreichsten Bezirke Augsburgs: Am 31. Dezember 2013 waren hier 12.448 Menschen registriert, von denen 6.592 weiblichen Geschlechts waren – das entspricht einem Frauenanteil von 52,96 Prozent. Der Ausländeranteil lag mit 13,79 Prozent (1.717 Bürger) etwas unter dem der Gesamtstadt.

## Sehenswürdigkeiten
Die Herz-Jesu-Kirche wurde am 29. Mai 1910 eingeweiht und ist die größte Jugendstilkirche Süddeutschlands, wobei die Fassade im neuromanischen Stil errichtet wurde. Der Kirchturm ist 92 Meter hoch, darauf steht ein 6,50 Meter hohes Kreuz. Die dreischiffige Basilika ist 72 Meter lang. Während des Orkans "Niklas" Ende März 2015 wurden größere Teile des Kirchendaches beschädigt.